# Regne de Ruanda
El Regne de Banyarwanda (conegut generalment com a Regne de Ruanda) fou fundat vers el segle XV per una tribu de pastors, els tutsis, ocupant més o menys la meitat del modern estat de Ruanda.

## Història
Un dels caps dels banyarwanda va dominar sobre altres caps i va fundar el regne; encara que la població era majoritàriament hutu i els hutus van formar part de la noblesa, la reialesa (el mwami = rei, abami = reis) sempre fou tutsi. El rei tenia un consell d'assessors (abiiru) que eren hutus que van quedar relegats al segle xviii. Amb el seu poder el rei podia nomenar als caps, que en cas d'haver seguit la línia hereditària hagueren estat hutus, i va nomenar sovint a tutsis. El poble banyarwanda es va forjar en aquests anys i va originar la llengua comuna el kinyarwanda.
El rei (mwami) Cyirima (vers 1480-1505) es va expandir cap als territoris de Bumbogo, Buriza i Rukoma. Però al segle xvi fou dominat per Bunyoro-Kitara. Les restes del regne es va establir a les altures de Nduga. Al segle xvii Ruganzu II Ndori (vers 1600-1640) va recuperar la política expansiva i va recuperar Buganza; va continuar l'expansió i al segle xviii havia esdevingut més poderós i centralitzat. En aquest segle es va arribar al llac Kivu amb molta terra fèrtil. Gisaka, Bugesera i Burundi eren els seus veïns més poderosos. A la segona meitat del segle xix els caps tutsis exigien treball als hutus a canvi del dret a ocupar les terres del cap, el que va situar als hutus com a serfs i els tutsis com a senyors feudals. Sota el mwami Kigeli IV Rwabugiri (1853-1895), Ruanda va esdevenir expansionista; el nom hutu va deixar de ser una característica ètnica per esdevenir una característica de submissió, però, tot i ser una diferència social també hi havia la diferència ètnica. El tribut al rei el pagaven tant els tutsis com els hutus i la tercera ètnia, els twa. Sota Kigeli IV Rwabugiri va quedar abolit el poder autònom dels caps tutsi i hutus i es va establir un exèrcit estatal equipat amb armament europeu. La institució de la uburetwa (treball a canvi de terra) es va mantenir. A la Conferència de Berlín (1885) el regne va quedar en la zona d'influència alemanya i el tractat angloalemany de l'1 de juliol de 1890 ho va confirmar. Els alemanys van entrar al regne el 1894 en una caravana de 600 homes dirigits pel comte Gustav Adolf Graf von Götzen, després governador de l'Àfrica Oriental Alemanya. El 29 de maig de 1894 el cap alemany fou rebut pel mwami a la cort de Kaheyo (prop de Gisenyi).
El 1895 va morir el rei i el va succeir el seu fill Mibambwe IV Rutarindwa. Però el seu govern no va recollir el consens i el 1896 fou destituït pels abiiru i substituït pel seu germanastre Yuhi V Musinga (1896-1931), de només 14 anys, fill de Kigeli i de la reina Kanyogera (Nyirajuhi V), canvi que fou un virtual cop d'estat conegut com el "cop d'estat de Rucunshu". El rei deposat, segons la tradició, fou executat. La reina Kanyogera va assolir la regència junt amb el seu germà Kabare. El 1899 el rei va reconèixer oficialment el protectorat alemany i el 1900 va consentir en la fundació d'un monestir catòlic a Save, regit per l'orde dels Pares Blancs. El 1908 el resident alemany Richard Kandt, va establir el seu quarter a Kigali mentre la cort romania a Nyanza. Una revolta el 1911 va portar a la proclamació d'un nou mwami en algunes zones, de nom Ndungtse, però el 1912, la revolta fou sufocada.
El 1916 el país fou envaït per tropes belgues i després d'alguns combats van dominar el país i el tractat de Versalles el 1919 va suposar la formal renúncia alemanya i el mandat sobre Ruanda i Urundi fou confiat a Bèlgica, decisió confirmada per la Lliga de Nacions el 1923. Els belgues van introduir el francès i el catolicisme.
Com que el rei es va negar a ser batejar, fou deposat el 12 de novembre de 1931 i proclamat el seu fill Mutara III Rudahigwa. Yusi Mushinga fou exiliat a Kamembe, a la frontera amb Congo on va morir el 1944. Mutara fou coronat el 16 de novembre de 1931. El 1935 es van imposar cartes d'identificació segons l'ètnia (tutsi, hutu i twa). El nou rei es va casar amb la jove Rosalie Gicanda el 13 de gener de 1942 i es va batejar el 17 d'octubre de 1943 agafant els noms de Charles-Léon-Pierre; el van seguir la majoria de caps i subcaps del país. El 1945 va demanar l'abolició del sistema feudal del ubuhake, que finalment fou eliminat en els següents 9 anys. El 27 d'octubre de 1946 va consagrar a Déu el regne. El mandat de la societat de nacions fou substituït pel de les Nacions Unides.
El 1956 el rei va demanar oficialment a les Nacions Unides el final del mandat i la total independència. El consell suprem va demanar que l'elecció dels caps es fes en endavant per elecció i no per nomenament reial.
El 1959 el rei va viatjar a les Nacions Unides per parlar del cas del seu país. El 24 de juliol de 1959 va passar per Bujumbura on el doctor Vinck, un metge substitut del seu equip, li va posar una injecció de penicil·lina, i immediatament va morir d'una hemorràgia cerebral. Els rumors foren que havia estat un erro mèdic però en cercles més informats s'especulava que havia estat assassinat per orde del govern colonial. No es va fer autòpsia al cadàver.
Com que no deixava filla la successió quedava oberta. Aviat l'abat Kagame, una de les principals figures religioses del país va anunciar que el rei li havia donat instruccions precises; altres figures del país van fer saber que el rei havia expressat la seva voluntat abans de morir. L'elecció fou clarament a favor del germanastre Jean-Baptiste Ndahindurwa (Kigeli V Ndahindurwa). El funeral es va fer el 28 de juliol de 1959 i després es va anunciar el successor; els belgues, que volien una regència que poguessin controlar, van haver d'acceptar l'elecció pel gran suport popular que tenia el nou rei que havia nascut a Kamembe, on estava exiliat el seu pare Yuhi V amb la reina Mukashema i havia estudiat al Congo Belga treballant a l'administració del territori d'Astrida del 1956 a 1958 fins a esdevenir sub cap de Bufundu el 1959. El 9 d'octubre de 1959 va poder fer jurament a Kigali i va demanar ser un monarca constitucional.
El 1960 l'administració colonial va suprimir el seu rostre dels bitllets; els col·laboradors del rei foren posats sota vigilància. Els belgues potser volien instal·lar un rei més manejable. El 18 d'octubre de 1960 es va establir el govern autonom sota la presidencia del hutu Joseph Gitera. El 1961 el rei va viatjar a Leopoldville per entrevistar-se amb Dag Hammarskjold, Secretari General de l'ONU, i quan va voler tornar li fou prohibida l'entrada. Oficialment el rei havia fugit del país. El 28 de gener de 1961, una reunió de caps a Gitarama sota forta presència militar belga, declarava abolida la monarquia i la proclamació de la república. El primer president fou Dominique Mbonyumutu, hutu, i el també hutu Grégoire Kayibanda fou nomenat primer ministre, ambos de l'aliaça hutu Mouvement Démocratique Républicain-Parti du Mouvement de l'Emacpation Hutu (MDR-PARMEH). El rei va rebre una confortable residència a Leopoldville de Patrice Lumumba, i va poder anar finalment a Nova York per parlar en favor de la independència de Ruanda. L'assemblea general va aprovar el retorn de refugiats que haguessin fugit del règim colonial, el retorn del rei i la transferència del poder als ruandesos. Els belgues van organitzar un referèndum en què l'abolició de la monarquia fou confirmada.
Els belgues no el van deixar entrar però ho va fer il·legalment però els belgues el van arrestar i el van expulsar a Bujumbura on va quedar sota arrest. Julius Nyerere va exigir que fos enviat a Tanganyika amenaçant de detenir a tots els belgues del país i finalment el rei fou enviat a Dar es Salaam. Des d'aleshores el rei viu a l'exili a Tanganyika (1961-1962) a Kenya (1963-1971) a Uganda (1972-1978), a Kenya (1979-1992) i als Estats Units (després de 1992). El president ruandès Kagame el va autoritzar a retornar com a ciutadà privat el 1999 però el rei només accepta fer-ho com a monarca constitucional.

## Bandera i escut del regne de Ruanda
La bandera del regne està formada per cinc franges iguals horitzontals, alternades blanc i blau mig (tres blanques, la superior, la central i la inferior, i dues blaves). En el centre ocupant 4/5 parts de les dues franges blaves i la totalitat de la franja central blanca hi ha un disc groc dins del qual hi ha l'escut reial.
L'escut està format per la corona reial en blanc i negre sobre el tambor tradicional daurat. A cada costat de la corona un estel daurat; al darrer del tambor, sobrepassant-lo per la part inferior, el collar de l'orde del "Toisó d'or" daurat i platejat amb medalla penjant amb creu blava, sota la qual un tercer estel daurat; l'escut és aguantat per un lleó daurat (esquerra de l'observador) i una au típica en colors naturals; al damunt del conjunt una cinta que diu "Ingoma y'u Rwanda"; a la part inferior un altre cinta que diu: "Mbaga y Inyabutatu Wyambere"

## Llista de reis de Ruanda

### 1a Dinastia
- Ndahiro I: vers 1350 – vers 1386
- Ndoba: vers 1386 – vers 1410
- Samembe: vers 1410 – vers 1434
- Nsoro: vers 1434 – vers 1458
- Ruganzu I: vers 1458 - 1482
- Cyirima I: vers 1482 - 1506

### 2a Dinastia
- Kigeli I: 1506 - 1528
- Mibambwe I: 1528 - 1552
- Yuhi II: 1552 - 1576
- Ndahiro II: 1576 - 1600

### 3a Dinastia
- Ruganzu II Ndori: 1600 - 1624
- Mutara I: 1624 - 1648
- Kigeli II: 1648 - 1672
- Mibambwe II: 1672 - 1696
- Yuhi III Mazimpaka : 1696 - 1720
- Karemeera Rwaka : 1720 - 1744
- Cyirima II Rujugira: 1744 -1768
- Kigeli III Ndabarasa : 1768 - 1792
- Mibambwe III Sentabyo : 1792 - 1797
- Yuhi III Gahindiro : 1797 - 1830
- Mutara II Rwogera: 1830 - 1853
- Kigeli IV Rwabugiri: 1853 - 1895
- Mibambwe IV Rutarindwa: 1895 - 1896
- Yuhi V Musinga: 1896 - 1931
- Mutara III Rudahigwa: 1931 - 1959
- Kigeli V Ndahindurwa: 1959 - 1961

## Residents
- 1897 - 1907 administrat des de Urundi
- 1906 - 1907 Werner von Grawert (a Urundi)
- 1907 - 1911 Richard Kandt
- 1911 - 1913 Gudowius
- 1913 - 1914 Richard Kandt (segona vegada)
- 1914 - 1916 Max Wintgens (interí)
- 1916 - 1916 Scharpes
- 1916 - 1917 Gustave Eugène Henri Stevens (resident militar)
- 1917 - 1918 Gérard François Declerck (resident militar)
- 1919 Georges Mortehan
- 1919 - 1920 Edouard van den Eende
- 1920 - 1923 Georges Mortehan (segona vegada)
- 1924 - 1925 Oger Coubeau
- 1925 - 1926 Keyser (interí)
- 1926 - 1928 Georges Mortehan (tercera vegada)
- 1928 - 1929 Oger Coubeau (interí, segona vegada=
- 1929 Georges Mortehan (quarta vegada)
- 1929 - 1930 Wilmin
- 1930 - 1932 Oger Coubeau (tercera vegada)
- 1932 - 1935 Simon
- 1935 Hombert
- 1935 - 1938 Simon (segona vegada)
- 1938 - 1939 Gille
- 1939 - 1940 Simon (tercera vegada)
- 1940 - 1942 Paradis
- 1942 Grauls
- 1942 Simon (quarta vegada)
- 1942 Grauls (segona vegada)
- 1942 Paradis (segona vegada)
- 1942 - 1943 Grauls (tercera vegada)
- 1943 - 1944 Paradis (tercera vegada)
- 1944 Grauls (quarta vegada)
- 1944 - 1945 George Victor Sandrart
- 1945 Grauls (cinquena vegada)
- 1945 - 947 George Victor Sandrart (segona vegada)
- 1947 - Vauthier
- 1947 - 1948 Dessaint
- 1948 - 1951 George Victor Sandrart (tercera vegada)
- 1951 - 1953? Marcel Édouard Antoine Dessaint
- 1953? - 1958 no conegut/s
- 1958 - 1959 André Preud'homme
- 1959 - 1962 Guillaume "Guy" Logiest (resident militar especial i el 1962 Alt representant